# Dragsterrennstrecke

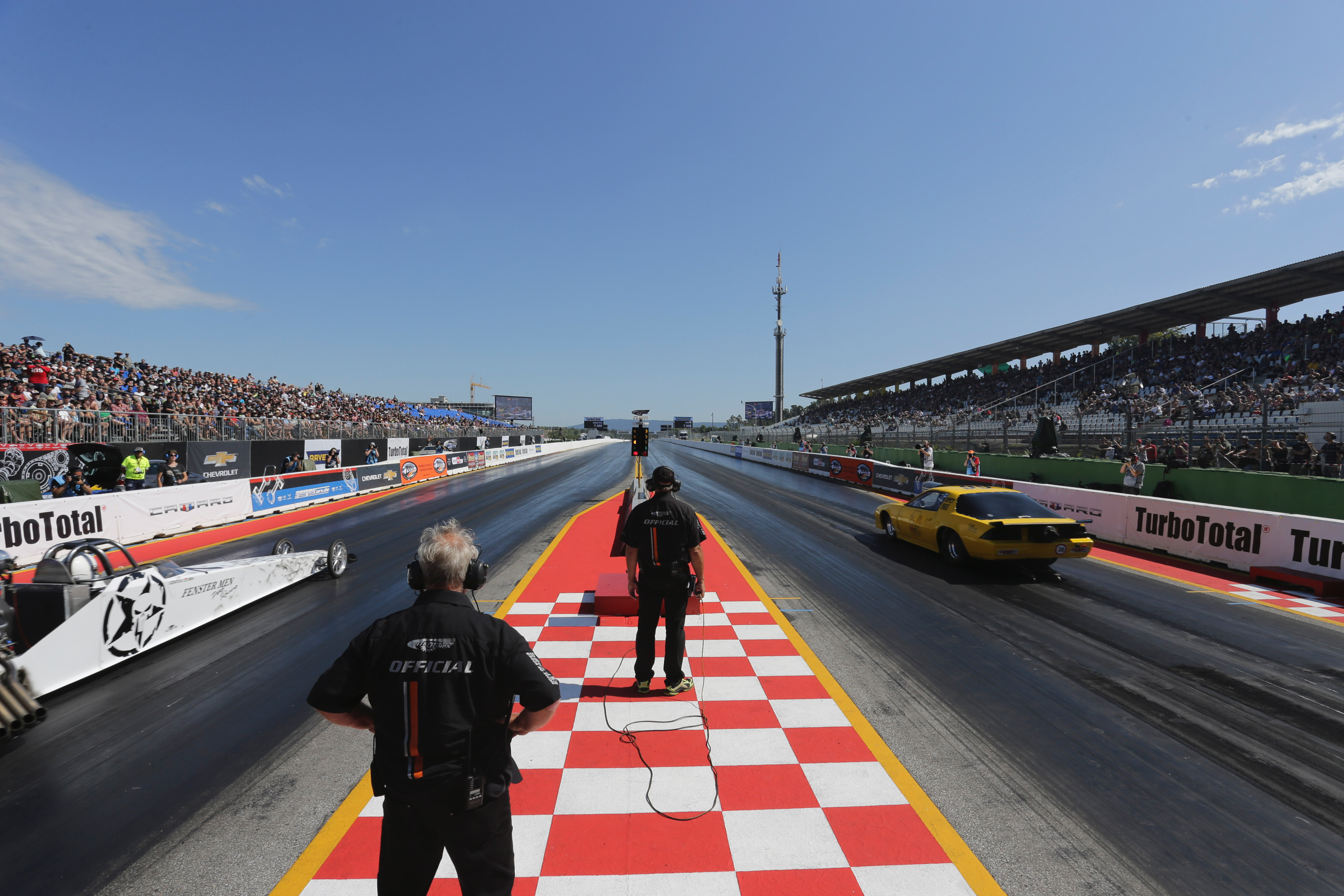
Startbereich eines Dragstrips, in der Mitte gut zu erkennen der Weihnachtsbaum

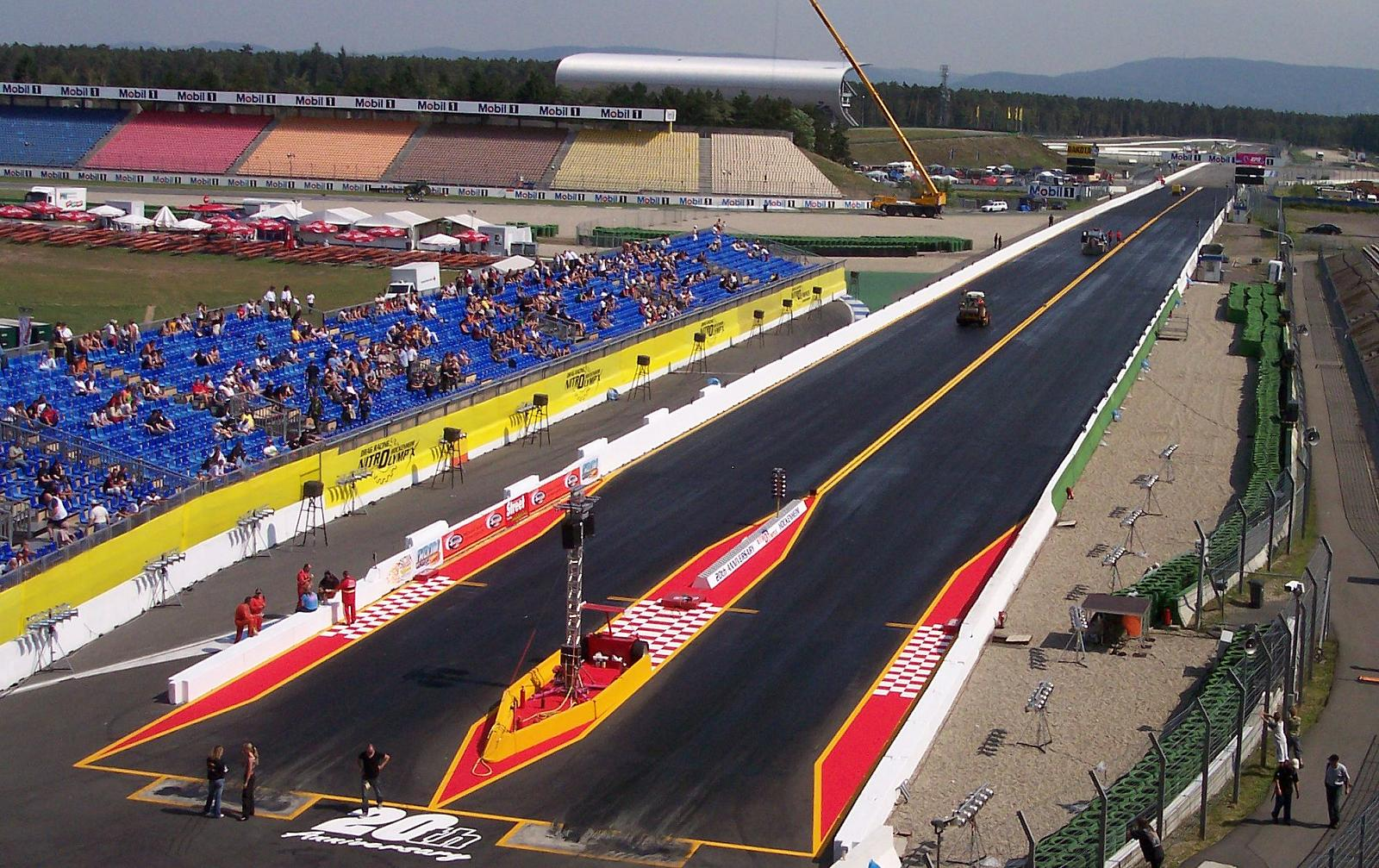
Dragstrip der NitrOlympX auf dem Hockenheimring

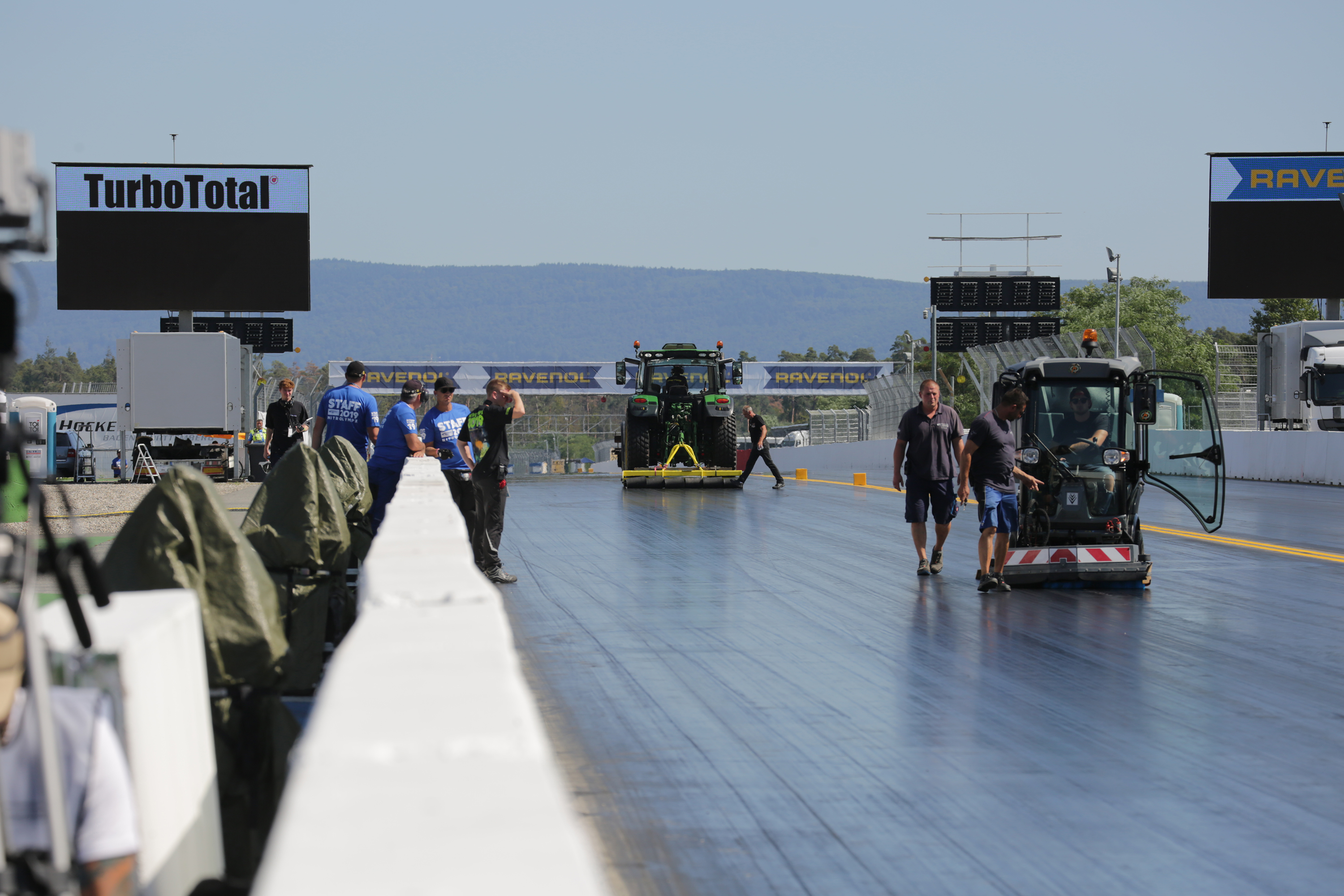
Präparation der Strecke. Im Hintergrund zieht ein Traktor alte Rennslicks mit hohem Druck über die Strecke, im Vordergrund werden kleinere Mengen von Flüssigkeiten (z. B. Kühlwasser etc.) erst chemisch angelöst und dann abgesaugt.

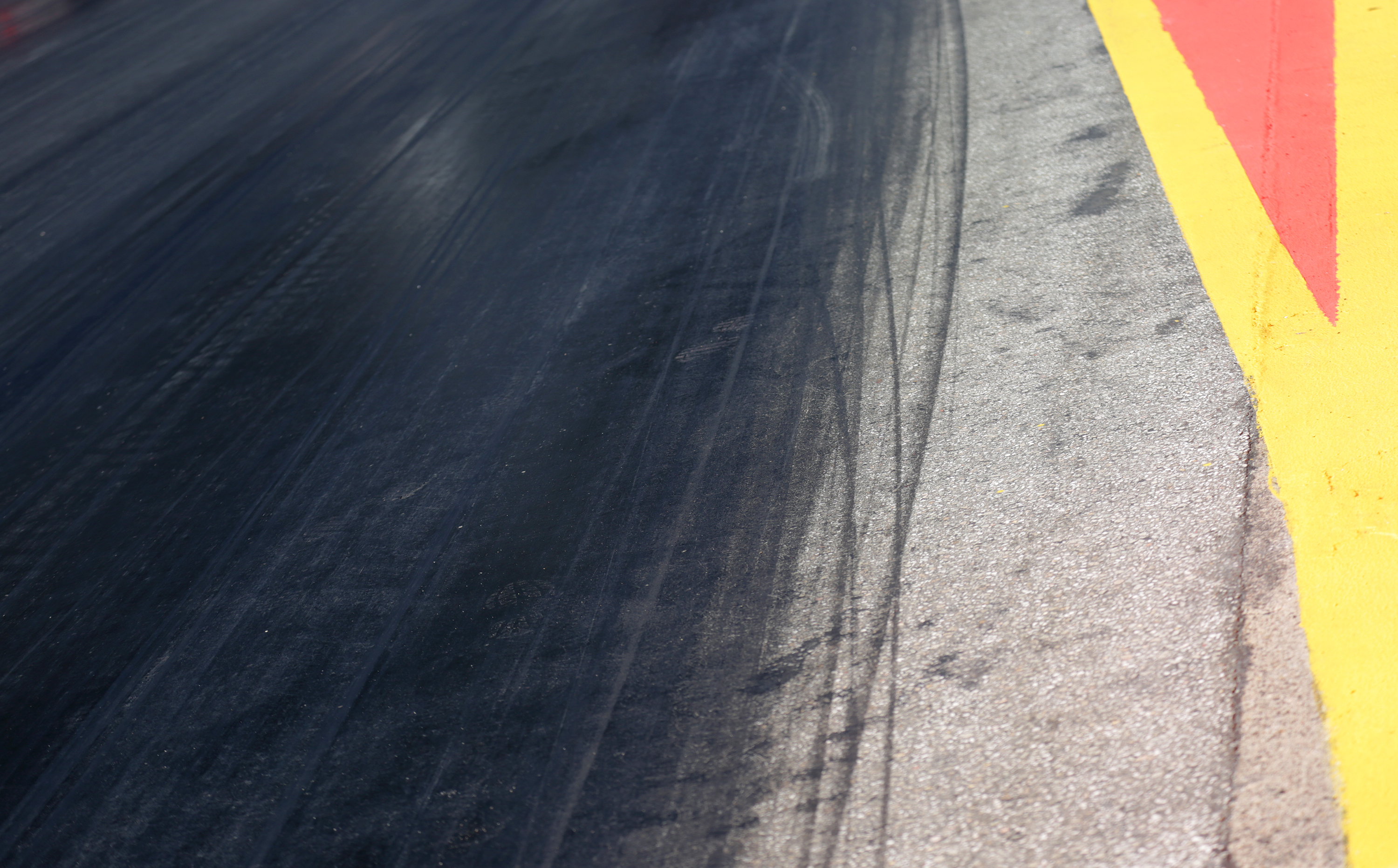
Deutlich zu erkennen: der Unterschied zwischen dem ursprünglichen Asphalt und der präparierten Oberfläche der Dragsterstrecke.

Als Dragsterrennstrecke, Dragstrip, Quarter Mile (bzw. Quartermile) oder Beschleunigungsrennstrecke wird die bei Beschleunigungsrennen verwendete gerade Strecke mit zwei parallel verlaufenden Fahrbahnen bezeichnet. Die üblichen Distanzen vom Start bis zum Ziel betragen, für alle Sportsman-Klassen und Pro-Klassen (außer Top Fuel) 402,34 m (Viertelmeile), beziehungsweise 201,17 m (Achtelmeile). Für die Klasse Top Fuel Dragster und TF-Funny Car ist seit 2012 aus Sicherheitsgründen eine verkürzte Distanz von 304,80 m (1.000 Fuß) vorgeschrieben. Die Mindestbreite der Strecke und der Auslaufzone soll nicht weniger als 15,2 m (50 Fuß) betragen.

## Strecke

### Aufteilung
Zuzüglich zur eigentlichen Rennstrecke werden ausreichende Bereiche im Start- und Endbereich zum Abbremsen der Dragster benötigt. Eine professionelle Dragsterrennstrecke, die für die Profiklassen, insbesondere für Top Fuel und Top Methanol zugelassen ist, muss eine genügend lange Auslaufzone ohne Kurve vorweisen, auf der die Dragster sicher von über 500 km/h auf Null abgebremst werden können. Eine Dragsterrennstrecke ist in sechs Bereiche aufgeteilt:
- Line-Up: Hier werden die Fahrzeuge nach Klassen gesammelt, und in ihre, für den nächsten Lauf vorgeschriebenen, Paarungen zusammengestellt. Während der Qualifikationsrunden wird hier sichergestellt, dass die Fahrzeuge (der PRO-Klassen) mindestens einmal auf jeder Bahn fahren.

- Vorstart: In diesem Bereich werden die Motoren der Dragster angelassen und letzte technische Einstellungen durchgeführt.

- Burnout-Zone: Der Burnout-Bereich dient zum Aufwärmen der Reifen und gilt von der so genannten „Wanne“ (ganz am Anfang der Strecke) bis vor die Startlinie bei kleinen Klassen. In den Klassen, die die Viertelmeile unter 8,9 s zurücklegen, darf die gesamte Rennstrecke bis vor die Ziellinie zum Burnout genutzt werden.

- Startbereich: Der Startbereich ist durch die Startlinie und die Startampel, im Jargon „Weihnachtsbaum“ genannt, gekennzeichnet. Nachdem die Fahrzeuge in den Lichtschranken (Pre-Stage & Stage) stehen, dürfen sie vom Team nicht mehr berührt werden, und der Starter leitet den Startvorgang ein.

- Strip: Die eigentliche Rennstrecke. Die in Wettkämpfen gefahrenen Distanzen betragen:
  - 1/4 Meile bzw. 402,34 m: klassische Distanz für die Profiklassen
  - 1/8 Meile bzw. 201,17 m: bisweilen für leistungsschwächere Fahrzeuge, seltener für Profiklassen
  - 1.000 Fuß bzw. 304,80 m: von der NHRA seit 2008 in den USA aus Sicherheitsgründen verkürzte Distanz für die Top Fuel-Klassen, wurde 2012 von der FIA verbindlich für die Rennstrecken in Europa übernommen.

- Auslaufzone: Der Bereich hinter der Ziellinie, in dem die Dragster abgebremst werden und ausrollen können. Für FIA-zertifizierte Strecken gilt ein Richtwert von 650 Metern. Die für die jeweilige Rennstrecke festgeschriebene Distanz wird im FIA-Reglement unter Punkt 7.2.2 – „Bremsbereiche“ folgendermaßen definiert: „Diese Bereiche und insbesondere die endgültigen Auslaufzonen werden vom FIA-Inspektor, bei der Streckenabnahme festgelegt, und Ihre Konstruktionsmerkmale werden auf der Streckenlizenz vermerkt“.[3]

### Belag
Dragsterrennen finden auf verschiedensten dafür geeigneten Strecken statt. Sehr häufig werden zu diesem Zweck Start-/Landebahnen von aktiven, oder ehemaligen Flugplätzen genutzt. Ein Problem bei der Nutzung aktiver Pisten (meist Sportfliegerplätze wie z. B. in der Vergangenheit Mühldorf oder Ganderkesee) ist die Unmöglichkeit einer Streckenpräparation, da diese den regulären Flugverkehr (auch im Nachhinein) massiv gefährden würde. In Deutschland ergab sich nach der Wende die Möglichkeit mehrere ehemalige Fliegerhorste der NVA oder der Sowjetischen Streitkräfte zu nutzen (z. B. Alteno, Groß Dölln, Wittstock). Diese Bahnen boten durch ihren massiven Beton-Untergrund gute Voraussetzungen für eine vernünftige Trackpreparation, waren aber auf die Dauer für die Veranstalter finanziell nicht haltbar. Professionelle Strecken (mit NHRA oder FIA / FIM-Zertifizierung) bedürfen einer aufwändigen Aufbereitung mit Gummi und Kleber, die von Inspektoren abgenommen werden muss. Auf einer gut präparierten Strecke spiegeln sich teilweise die Fahrzeuge auf der Oberfläche. Dies führt oft zu der (falschen) Annahme, dass „glänzend“ bedeutet, die Strecke sei „glatt/rutschig“.

### Präparation
Damit die Strecke ausreichend Haftung (im Drag Racing als „Grip“ oder „Traktion“ bezeichnet) für die Antriebsräder der Dragster bietet und Beschleunigungen von 0 auf 300 km/h in weniger als drei Sekunden möglich sind, werden die Strecken vor den Rennveranstaltungen sehr aufwändig präpariert: Nach einer gründlichen Reinigung des „Basis-Asphalts“ mit Kehrmaschinen und Dampfstrahlern werden aufgeschnittene, alte Rennslicks auf einem „Pressschlitten“ von Traktoren über die Strecke gezogen, um die ursprünglich grobe Struktur zu füllen, und eine glatte (möglichst viel Auflagefläche bietende) Oberfläche zu schaffen. In der letzten Stufe wird jede Spur mittels eines speziellen Klebstoffes präpariert, von dem bis zu 800 Liter auf die Bahn aufgetragen werden.
Auf einer optimal präparierten Strecke ist der „Grip“ beim Betreten deutlich spürbar: jeder Schritt wird von einem „schmatzenden“ Geräusch begleitet. Nicht auf diese Streckenverhältnisse vorbereitete Fahrzeuge (meist aus den unteren Einsteigerklassen) erleiden hier teilweise massive Schäden an Antriebsachsen und Aufhängungen.

## Zeitnahme

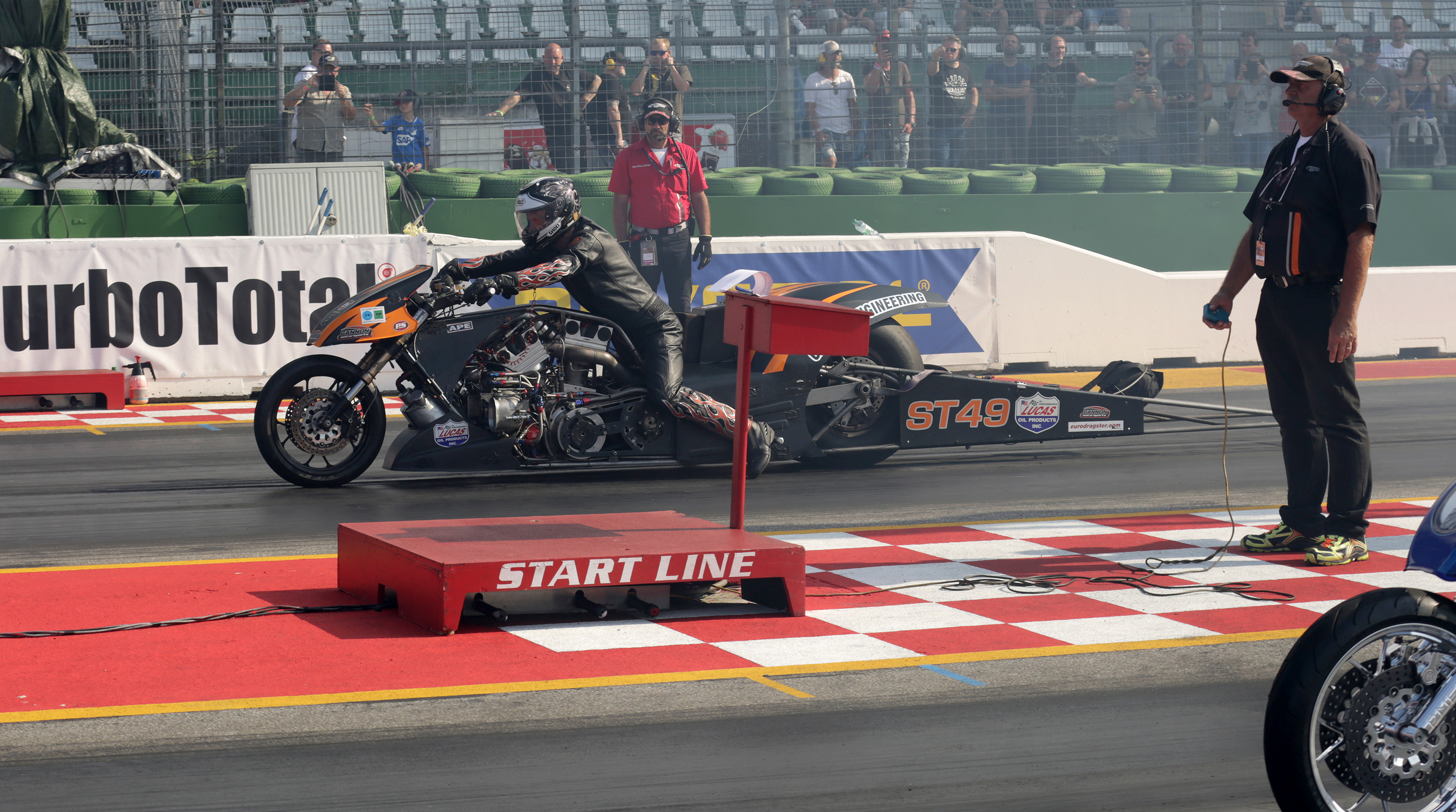
Im roten Kasten in der Bildmitte sind die Lichtschranken im Startbereich zu sehen (von rechts nach links: PRE-STAGE / STAGE / GUARD). Die kurze gelbe Linie ist die STARTLINE. Davor die BLUE LINE, die das Berühren (und Arbeiten am Fahrzeug) durch die Sekundanten untersagt

### Allgemeines
Im Drag Racing ist ein elektronisches, computergestütztes Zeitnahmesystem mit einer Genauigkeit von 1/1000 (0.001) Sekunden vorgeschrieben. Die Geschwindigkeit muss bis zu 1/100 (0,01) km/h erfasst werden. Das Messen von Zeit und Geschwindigkeit ist für jede Bahn getrennt durchzuführen. Das „Handicap“ in den sogenannte Sportsman-Klassen, die Index fahren, muss elektronisch vom System überwacht werden. In den Klassen S/C, SCB, S/G, SGB und S/ST, wo das DEEP STAGING (siehe unten bei Startampel Bild 6) nicht erlaubt ist, muss das Zeitnahmesystem das Verbot selbständig überwachen. Auf Strecken, die gemäß Protokoll „A“ abgenommen worden sind, und dadurch zur Austragung von offiziellen Wertungsläufen der FIA-Klassen zugelassen sind, ist ein System vorgeschrieben, das ohne das Versetzen der Lichtschranken die Resultate sowohl für die 1⁄4-Meile, als auch für die 1000 Fuss (Top-Fuel-Distanz) ermittelt.
Auf den meisten Dragsterstrecken werden zwischen Start und Ziel weitere Messungen durchgeführt. Die Messpunkte befinden sich in der Regel bei 18,30 m (60 Feet) und 201,16 m (1/8 Meile). Manchmal findet man weitere Punkte bei 100,60 m (330 Feet) und 304,80 m (1000 Feet).

### Positionierung der Lichtschranken und Rollwege

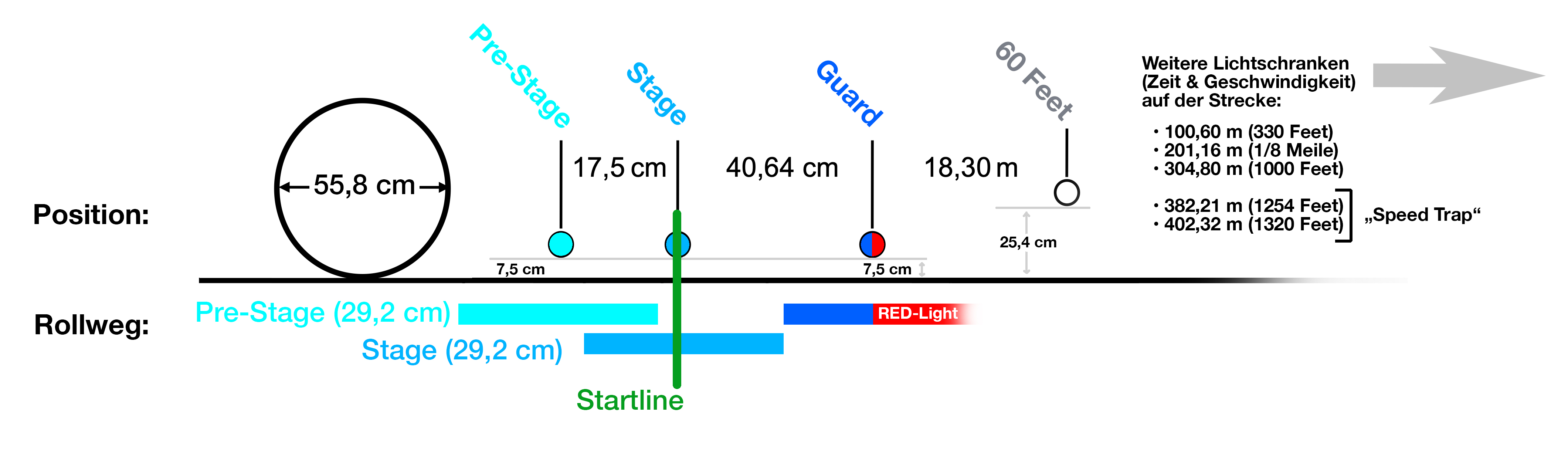
Positionierung der Lichtschranken im Startbereich

Besonderes Augenmerk gilt der absolut exakten Ausrichtung der Fahrzeuge am Start. Hier kommen drei verschiedene Lichtschranken zum Einsatz: Pre-Stage, Stage und Guard. Neben der horizontalen Positionierung der Lichtschranken ist auch die vertikale Ausrichtung von großer Bedeutung: die Lichtschranken müssen so installiert sein, dass mit einem Dummy, der ein durchschnittliches Dragster-Vorderrad mit 22 Zoll (55,8 cm) Durchmesser simuliert, ein Rollweg von 29,2 cm bis 30,5 cm (11,5 Inch bis 12 Inch) realisiert werden kann. Die Start-Lichtschranken müssen so justiert werden, dass eine Bodenfreiheit von 7,5 cm (3 Inch) in der Mitte der jeweiligen Fahrbahn gewährleistet ist. Die jeweilige Position der Rennfahrzeuge in diesem Lichtschranken-System wird den Fahrern und ihren „Sekundanten“ (Einweisern) durch Lichtsignale an der Startampel angezeigt.
Der erste Messpunkt auf der Strecke, die Sixty Feet (18,30 m), ist in einer Höhe von ca. 25,4 cm (10 Inch) montiert, damit auch ein Auslösen bei in der Luft befindlichen Vorderrädern gewährleistet ist. Alle weiteren, auf der Strecke installierten Lichtschranken sind in einer Höhe zwischen 10 und 15 cm (5 bis 6 Inch) zu justieren. Die Angaben für die Lichtschranken beziehen sich auf den Mittelpunkt des Lichtstrahls.

## Startampel

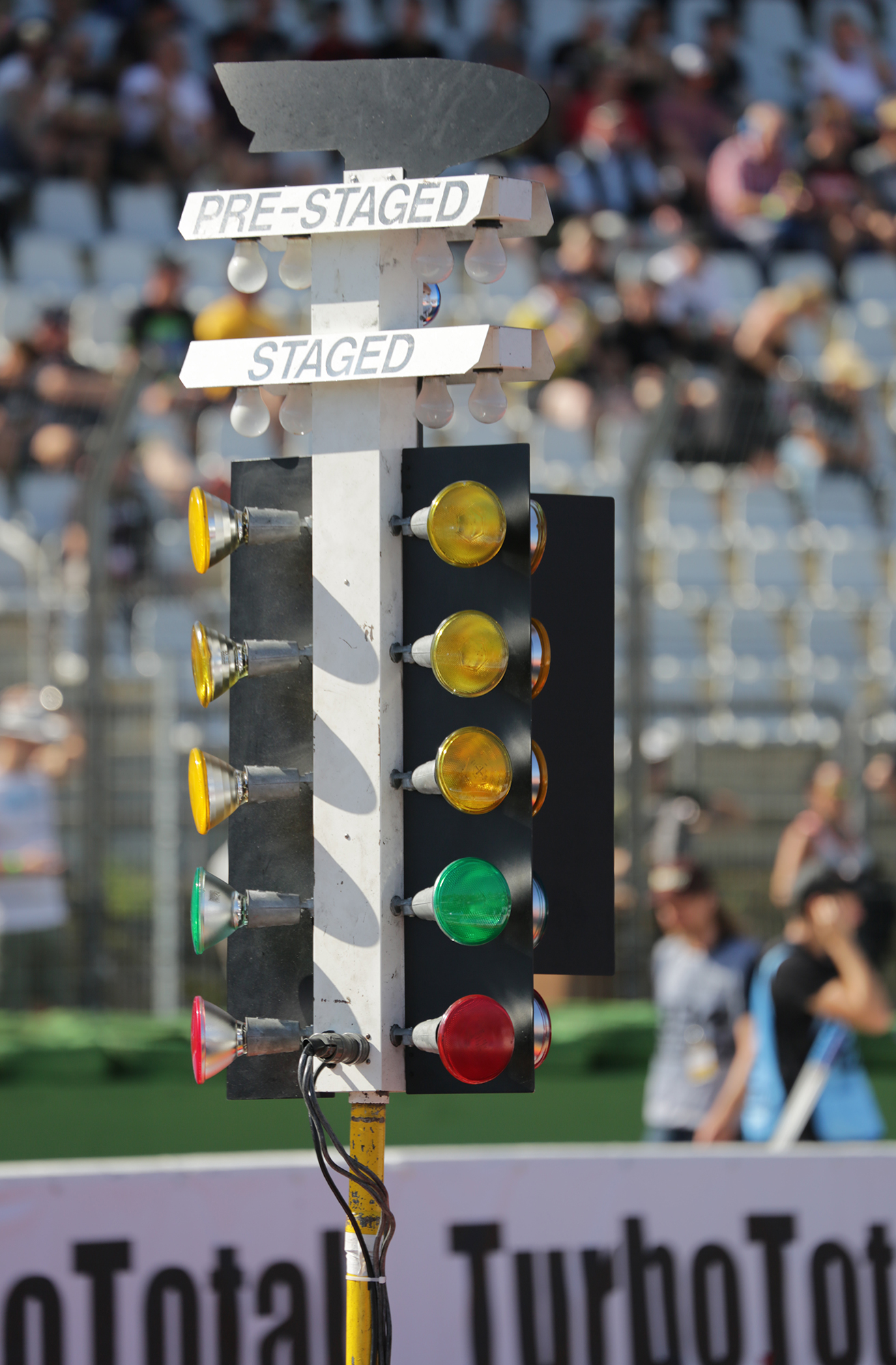
Startampel im Detail

### Allgemeines
Die Startampel („Weihnachtsbaum / Christmastree / X-mastree / Lampenladen“) ist für Drag Racing von existenzieller Bedeutung: Die ganz oben auf jeder Seite angebrachten Lampen „Pre-Stage“ und „Stage“ dienen der exakten Ausrichtung der Rennfahrzeuge in den Lichtschranken an der Startlinie. Die drei gelben Lichter leuchten entweder gleichzeitig (bei den PRO-Klassen) oder nacheinander (bei den SPORTSMAN-Klassen) auf. Grün signalisiert die Startfreigabe. Rot zeigt das Verlassen der Lichtschranke vor Startfreigabe an und bedeutet sofortige Disqualifikation.

### Sporttechnische Beschreibung
Die Startampel wird im Regelwerk des DMSB folgendermaßen beschrieben:
„Die Startanlage steht ca. 10-12m von der Startlinie entfernt, mit einer Höhe von 2,30 m, gemessen vom Fahrbahnbelag bis Mitte der Pre-Stage-Lampen, in der Mitte der Rennstrecke. Vertikal untereinander sind, für jede Bahn getrennt, "Pre-Stage-Lampen", die "Stage-Lampen", 3 gelbe Lampen für den Startcountdown, die grüne Lampe für die Startfreigabe und die rote Lampe für den Fehlstart angebracht. Der für jeden Fahrer deutlich sichtbare Countdown der Startanlage wird vom Starter ausgelöst. Gestartet werden darf erst, wenn die für die Bahn zugeordnete grüne Lampe am Tree aufleuchtet. Zur besseren Erkennung der Lampen, sollte hinter den zum Fahrer gerichteten Lampen ein schwarzes Antireflexionsschild angebracht werden. Startet ein Fahrer zu früh, leuchtet die, für die Bahn zugeordnete rote Lampe am Tree auf, dies bedeutet in der Ausscheidung den Wertungsverlust des Laufes.“
| Bild | Situation |
| ---- | --- |
| 1    | Startampel im Ruhezustand: Beide Fahrzeuge stehen entweder noch im sog. Line-Up bzw. Vorstart, oder haben die Startlinie überquert und befinden sich im Rennen |
| 2    | Das Fahrzeug auf der linken Bahn steht in PRE-STAGE, das heißt seine Vorderräder haben die erste Lichtschranke ausgelöst. |
| 3    | Das Fahrzeug auf der rechten Bahn hat nachgezogen. Jetzt stehen beide Fahrzeuge in PRE-STAGE. |
| 4    | Das Fahrzeug auf der rechten Bahn hat jetzt mit seinen Vorderrädern auch die zweite Lichtschranke ausgelöst. Es steht jetzt in FULL-STAGE. Der Abstand zw. den beiden Lichtschranken beträgt ca. 15 bis 20 cm. |
| 5    | Jetzt stehen beide Fahrzeuge in FULL-STAGE. Der Starter löst nun (im Normalfall) den eigentlichen Startvorgang aus. |
| 6    | Diese Situation zeigt einen Sonderfall: Der Fahrer auf der rechten Bahn steht im sog. DEEP-STAGE: er ist über die erste Lichtschranke hinausrollt, sodass nur noch die Stage-Lichter leuchten. Der Fahrer ist näher am Ziel (da er die Renndistanz um ca. 30 cm verkürzt hat), aber hart am „Redlight“ (wg. eines zu frühen Überqueren der Startlinie). In manchen Klassen ist Deep Staging verboten und führt zur Disqualifikation. |
| 7    | Der Starter löst nun (da Deep Staging in den PRO-Klasen erlaubt ist) den automatisierten Startvorgang (mittels eines Handschalters) aus: Nach einer vorher eingestellten Zeitspanne leuchten alle drei GELBEN Lampen gleichzeitig für beide Bahnen auf. |
| 8    | 0,4 Sek. nach GELB leuchten für beide Bahnen die GRÜNEN Lampen auf. Das Rennen ist freigegeben. |
| 9    | Hat einer der beiden Fahrer FULL-STAGE vor dem Aufleuchten von GRÜN verlassen, erhält er ein RED-LIGHT und sein Gegner hat automatisch gewonnen. |